# Aprenentatge d'un sol cop
L'aprenentatge d'un sol cop és un problema de categorització d'objectes, que es troba principalment en la visió per ordinador. Mentre que la majoria dels algorismes de categorització d'objectes basats en l'aprenentatge automàtic requereixen formació en centenars o milers d'exemples, l'aprenentatge únic pretén classificar objectes a partir d'un exemple, o només d'uns quants. El terme aprenentatge de pocs cops també s'utilitza per a aquests problemes, especialment quan es necessita més d'un exemple.
La capacitat d'aprendre categories d'objectes a partir de pocs exemples, i a un ritme ràpid, s'ha demostrat en humans. S'estima que un nen aprèn gairebé totes les 10 ~ 30 mil categories d'objectes del món als sis anys. Això es deu no només al poder computacional de la ment humana, sinó també a la seva capacitat per sintetitzar i aprendre noves categories d'objectes a partir d'informació existent sobre diferents categories apreses prèviament. Donats dos exemples de dues categories d'objectes: un, un objecte desconegut compost de formes familiars, el segon, una forma desconeguda i amorfa; és molt més fàcil per als humans reconèixer el primer que el segon, cosa que suggereix que els humans fan ús de categories apreses prèviament quan aprenen de noves. La motivació clau per resoldre l'aprenentatge d'un sol cop és que els sistemes, com els humans, poden utilitzar el coneixement sobre categories d'objectes per classificar nous objectes. Com passa amb la majoria dels esquemes de classificació, l'aprenentatge únic implica tres reptes principals:
- Representació: com s'han de descriure els objectes i les categories?
- Aprenentatge: com es poden crear aquestes descripcions?
- Reconeixement: com es pot filtrar un objecte conegut del desordre envoltant, independentment de l'oclusió, el punt de vista i la il·luminació?[6]

L'aprenentatge d'un sol cop difereix del reconeixement d'objectes únics i dels algorismes de reconeixement de categories estàndard en el seu èmfasi en la transferència de coneixement, que fa ús de categories apreses prèviament.
L'algorisme d'aprenentatge bayesià d'un sol cop representa el primer pla i el fons de les imatges parametritzades per una barreja de models de constel·lacions. Durant la fase d'aprenentatge, els paràmetres d'aquests models s'aprenen utilitzant un paràmetre de densitat conjugat posterior i Expectació-Maximització Bayesiana Variacional (VBEM). En aquesta etapa, les categories d'objectes apreses anteriorment informen l'elecció dels paràmetres del model mitjançant la transferència d'informació contextual. Per al reconeixement d'objectes en imatges noves, el posterior obtingut durant la fase d'aprenentatge s'utilitza en un marc de decisió bayesià per estimar la proporció de p (objecte | prova, tren) a p (desordre de fons | prova, tren) on p és la probabilitat de el resultat.